# 瓯江口

27°55′59″N 120°57′57″E / 27.9331°N 120.9657°E
瓯江口，位于中华人民共和国浙江省温州市，是中国第五大河口，位居长江口、黄河口、珠江口、钱塘江口之下，是感潮河口，最终流入东海。

## 特点
瓯江口两岸陆地地貌以低山丘陵与河口堆积平原为特征，低山丘陵系雁荡山脉东侧余延部分。出露地层主要为白垩系朝川组凝灰岩，局部出露燕山构造期花岗斑岩，呈球状。上覆第四纪上更新统、全新统冲海积覆盖层。瓯江口的潮汐主要受到东海前进潮波控制，属正规半日浅海潮型。整个江口区包括洞头区和龙湾区。河口面朝灵昆岛，岛屿将河口分为南北两口，其中南口自1979年潜坝建成后出现淤积，北口河段冲击性较好，河势稳定为主要进入瓯江的深水航道。

## 相关
- 瓯江口站